# Asociace dopravních, spedičních a servisních firem Čech, Moravy a Slezska
Asociace dopravních, spedičních a servisních firem Čech, Moravy a Slezska (označované zkratkou ADSSF) patří mezi nejvýznamnější česká sdružení dopravců v osobní i nákladní dopravě. Původně byla založena 22. ledna 1991 jako asociace s jihomoravskou působností, o rok později se přeměnila na celostátní. Jako občanské sdružení je na ministerstvu vnitra registrováno s datem vzniku 7. srpna 1995.
Po privatizaci a decentralizaci dřívějších jednotných státních podniků ČSAD je ADSSF (vedle několika dalších podobných sdružení) subjektem, který zastupuje dopravce v jednání se státem a je i platformou pro diskuse a hledání společných zájmů. Větší pozornost věnuje ve své činnosti veřejné osobní dopravě, ale předmětem jejího zájmu je i nákladní doprava.
ADSSF vydává prostřednictvím firmy Dopravák, s.r.o. v Brně vlastní časopis Dopravák, který vychází jednou až dvakrát měsíčně. Vybrané články z časopisu Dopravák zveřejňuje i webový časopis BUSportál, provozovaný ČSAD SVT Praha, ADSSF nemá samostatnou internetovou prezentaci, ale na valné hromadě v říjnu 2004 se rozhodla používat ke své prezentaci partnerský webový BUSportál.
Prezidentem asociace je od založení sdružení roku 1991 Jaroslav Hanák z firmy FTL Prostějov, ve funkci byl opět potvrzen na valné hromadě v březnu 2007.

## Historie
Dne 22. ledna 1991 vznikla v zasedací místnosti ÚAN Zvonařka v Brně na ustavující valné hromadě podepsáním zakládací smlouvy Asociace s. p. ČSAD Jihomoravského kraje jako nezávislé, nepolitické a dobrovolné sdružení. Zakládacími členy bylo 21 podniků a 2 učiliště, které se osamostatnily rozpadem krajského státního podniku ČSAD Brno na okresní státní podniky v roce 1990 a od roku 1992 byly postupně privatizovány.
V roce 1992 se tato asociace přejmenovala na Asociaci dopravních, spedičních a servisních firem Čech, Moravy a Slezska (ADSSF) a umožnila členství subjektům z území celé České republiky. Nejprve v roce 1992 se členy staly podniky ČSAD ze severní Moravy (Opava, Vsetín, Česká Těšín, Karviná, Havířov a Frýdek-Místek).
V roce 2001 měla asociace 29 členů. V roce 2006 bylo členy asociace 38 firem a organizací z České republiky, s celkovým počtem cca 10 500 zaměstnanců, 4000 autobusů a 2000 nákladních vozidel.

## Činnost
Cílem ADSSF je podle stanov hájit společně profesní a specifické zájmy svých členů (především v oblasti veřejné linkové osobní dopravy, tuzemské a mezinárodní nákladní dopravy, přepravních systémů, logistiky, obchodně-technických služeb a technické základny, ekonomické, daňové a cenové, právní a zaměstnanecké aj.) u orgánů státní správy a samosprávy a iniciativně se podílet na tvorbě, doplnění a změnách právních předpisů, ovlivňujících podnikání v silniční dopravě, pořádat semináře a školení pro manažery členských organizací, být platformou pro výměnu zkušeností a získávání informací.
V roce 1993 ADSSF zorganizovala setkání zástupců dopravců s ministrem dopravy Janem Stráským k řešení nahromaděných problémů v autobusové a kamionové dopravě. Asociace se podílela na přípravě Zákona o silniční dopravě (111/1994 Sb.), zejména požadavcích odborné způsobilosti.
V letech 1995–1997 se ADSSF zabývala oblastmi dotací pro autobusovou dopravu a obnovu vozového parku, zahraničních vstupních povolení pro mezinárodní kamiónovou dopravu, principy dopravní politiky ČR a přibližováním české legislativy standardům EU atd.
V letech 1998–1999 podporovala přijetí koncepce veřejné osobní dopravy, nadále se zabývala řešením systému dotací autobusového parku, vyvíjela tlak na zkvalitnění Zákona o silniční dopravě a jeho prováděcích vyhlášek, podporovala vytvoření Státního fondu dopravní infrastruktury ČR, podepsala dohodu s obdobnou středočeskou organizací ADSSS.
Na svých jednáních (například na valné hromadě ADSSF 27. a 28. listopadu 2007 v Rožnově pod Radhoštěm ) se sdružení zabývá otázkami financování a zajišťování dopravní obslužnosti, obnovy vozového parku, legislativy. Asociace požaduje a podporuje přijetí speciálního Zákona o veřejné dopravě.
ADSSF vystupuje jako partner při jednáních s Ministerstvem dopravy ČR, ale i například s výrobci autobusů, odbavovacích systémů nebo s jinými dodavateli.
Orgány ADSSF jsou valná hromada, která se schází zpravidla 4x do roka, pětičlenné představenstvo a tříčlenná revizní komise.

## Členové
Členy ADSSF jsou:
- ADOSA, a. s., Rosice
- Autobusy Karlovy Vary, a. s., Karlovy Vary (vstup v březnu 2005)
- BDS BÍTEŠSKÁ DOPRAVNÍ SPOLEČNOST s. r. o., Velká Bíteš
- BORS Břeclav a. s., Břeclav
- BusLine a. s. (dříve ČSAD Jablonec nad Nisou a ČSAD Semily)
- ČAD Blansko, a. s., Blansko
- ČSAD Autobusy Plzeň, a. s., Plzeň
- ČSAD AUTOBUSY České Budějovice, a. s., České Budějovice (vstup v březnu 2005)
- ČSAD Česká Lípa, a. s., Praha (původně ČSAD BUS Ústí nad Labem a. s.)
- ČSAD Frýdek-Místek, a. s., Frýdek-Místek
- ČSAD Havířov a. s., Havířov
- ČSAD Hodonín a. s., Hodonín
- ČSAD JIHOTRANS a. s., České Budějovice (se seznamu zmizela)
- ČSAD Karviná, a. s., Karviná
- ČSAD Kyjov, a. s., Kyjov
- ČSAD Tišnov, spol. s r. o., Tišnov
- ČSAD Uherské Hradiště, a. s., Uherské Hradiště
- ČSAD Vsetín a. s., Vsetín
- VYDOS BUS a. s. (původně ČSAD Vyškov a. s.), Vyškov
- DONAK, spol. s r. o., Vyškov
- Dopravní podnik Ústeckého kraje, a. s., Praha (původně ČSAD BUS Ústí nad Labem a. s.)
- FTL-First Transport Lines, a. s., Prostějov
- GARANTRANS s. r. o., Mošnov (do seznamu přidána)
- KRODOS BUS a. s., Kroměříž (původně ČSAD Kroměříž a. s.)
- QUICKTRANS s. r. o., Zlín (vstup v březnu 2005)
- OSNADO spol. s r. o., (vstup v březnu 2005)
- SENAP SERVIS, s. r. o., Třinec (ze seznamu zmizela)
- TBS-Truck Bus Servis a. s., Telnice (původně ČSAD Telnice servis a. s.)
- TOURBUS, a. s., Brno
- TQM - holding s. r. o., Opava
- TRADO Holding, a. s., Třebíč
- TRANSCENTRUM bus s. r. o., Kosmonosy, od 1. 7. 2009
- Veolia Transport Morava a. s., Ostrava-Moravská Ostrava (dříve též BUS Slezsko a. s., Třinec)
- Veolia Transport Praha s. r. o., Praha-Vršovice
- Veolia Transport Východní Čechy a. s., Chrudim
- ZDAR, a. s., Žďár nad Sázavou
- Zlínská dopravní a. s., Zlín
- Střední odborná škola a Střední odborné učiliště automobilní Kyjov, Kyjov
- Integrovaná střední škola automobilní Brno
- Střední škola automobilní Holice, Holice (do seznamu přidána)